# András Rédli
András Rédli (* 21. Oktober 1983 in Tapolca) ist ein ungarischer Degenfechter.

## Erfolge
András Rédli war international vor allem mit der Mannschaft erfolgreich. 2009 wurde er mit dieser in Plowdiw Europameister sowie 2011 in Sheffield und 2013 in Zagreb Zweiter. 2014 folgte in Straßburg der Titelgewinn im Einzel. Bei Weltmeisterschaften gewann er 2013 in Budapest mit ihr den Titel. Zwischen 2009 und 2012 gewann er im Mannschaftswettbewerb darüber hinaus zwei Bronzemedaillen und eine Silbermedaille. Seine einzige Medaille im Einzel sicherte er sich 2017 in Leipzig mit Bronze. Bei den Olympischen Spielen 2016 in Rio de Janeiro belegte er in der Einzelkonkurrenz den 28. Platz. Mit der ungarischen Equipe setzte sich Rédli nach einer 42:45-Halbfinalniederlage gegen Frankreich im Gefecht um Rang drei gegen die Ukraine mit 39:37 durch und gewann gemeinsam mit Gábor Boczkó, Géza Imre und Péter Somfai die Bronzemedaille. Für diesen Erfolg erhielt er das Goldene Verdienstkreuz des Ungarischen Verdienstordens.
Im April 2021 war Siklósi, der bei den Ungarische Streitkräften dient, bei einer Impfkampagne während der COVID-19-Pandemie in Ungarn  zusammen mit Gergely Siklósi an einem Budapester Krankenhaus tätig.